# Münster (Hessen)
Münster település Németországban, Hessen tartományban. Lakosainak száma 14 518 fő (2023. december 31.). Münster Eppertshausen, Babenhausen, Groß-Umstadt, Dieburg és Messel községekkel határos.

## Népesség
A település népességének változása:
| Lakosok száma | 14 055 | 14 399 | 14 672 | 14 397 | 14 566 | 14 518 |
|               | 2014   | 2017   | 2019   | 2021   | 2022   | 2023   |